# Exogone furcigera
Exogone furcigera är en ringmaskart. Exogone furcigera ingår i släktet Exogone och familjen Syllidae. Inga underarter finns listade i Catalogue of Life.